# SEAT León
SEAT León — автомобиль, выпускаемый испанской автомобилестроительной компанией SEAT с 1998 года. Модель Leon пришла на смену модели SEAT Ronda.
Поколения Seat Leon:
- SEAT Leon I (1998 — 2005)
- SEAT Leon II (2005 — 2012 ) Обновление модели произошло в середине 2009 года, с началом 2010 модельного года.
- SEAT Leon Cupra R, выпускаемая с 2010 года, является самой мощной серийной гражданской версией SEAT. Двигатель 2.0 TFSI развивает мощность 265 лошадиных сил, и 320 Нм на самых низких оборотах, скорость автомобиля ограничена электроникой на отметке 250 км/ч.
- SEAT Leon III (2013 — 2020)
- SEAT Leon IV (2020 — н.в.)

В 2013 году на автосалоне в Женеве была представлена версия Seat Leon SC (Sport Coupe), ставшая первой за последние 15 лет 3-дверной моделью марки. По сравнению с 5-дверной версией Seat Leon SC на 33 мм короче (4230 мм) и обладает на 35 мм меньшей колесной базой (2601 мм). Модель оснащается бензиновыми и дизельными двигателями объемом от 1,2 до 2,0 литров и мощностью от 86 до 184 л.с.
Два первых поколения Leon построены на разных поколениях платформы Volkswagen Group A и с использованием многих других компонентов общих с Volkswagen Golf, Volkswagen Jetta, Audi TT, Audi A3 и Skoda Octavia.Третье и четвертое (текущее) поколение используют платформу Volkswagen Group MQB , которая также используется в Audi A3 Mk3 и Mk4 , Volkswagen Golf Mk7 и Mk8 и Škoda Octavia Mk3 , Mk4 .
В августе 2018 года компанией SEAT принято решение прекратить производство трехдверной модификации хетчбэка Leon SC из-за крайне низкого спроса.

## В автоспорте
C 2008 года постоянный участник топового класса «Туринг» в Российских гоночных сериях.

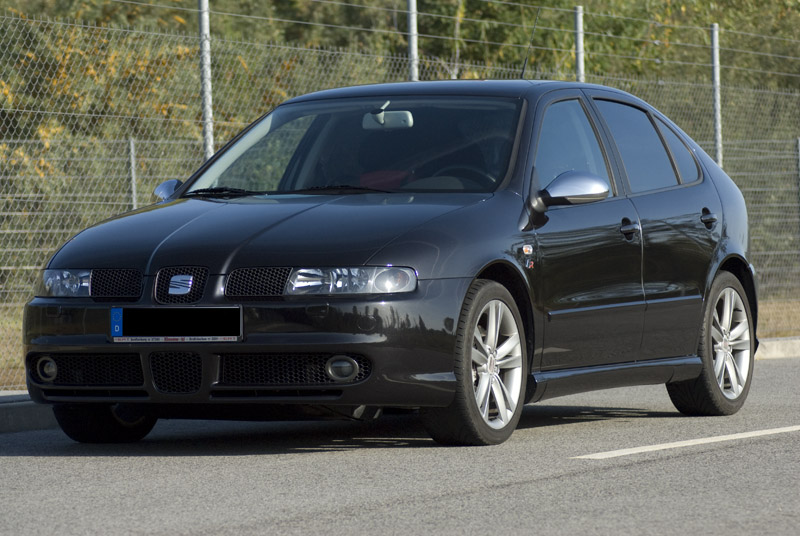
SEAT Leon I
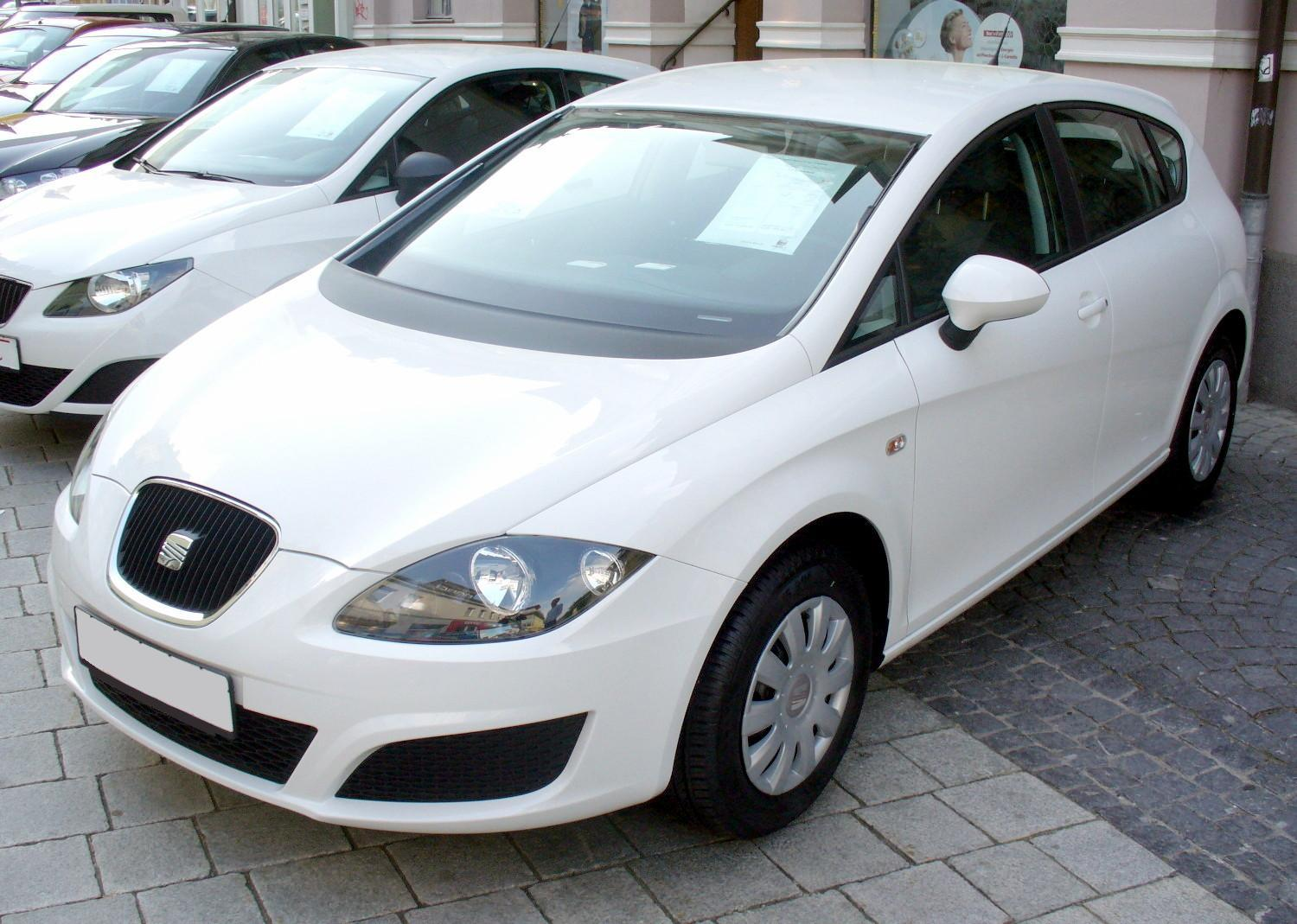
SEAT Leon II
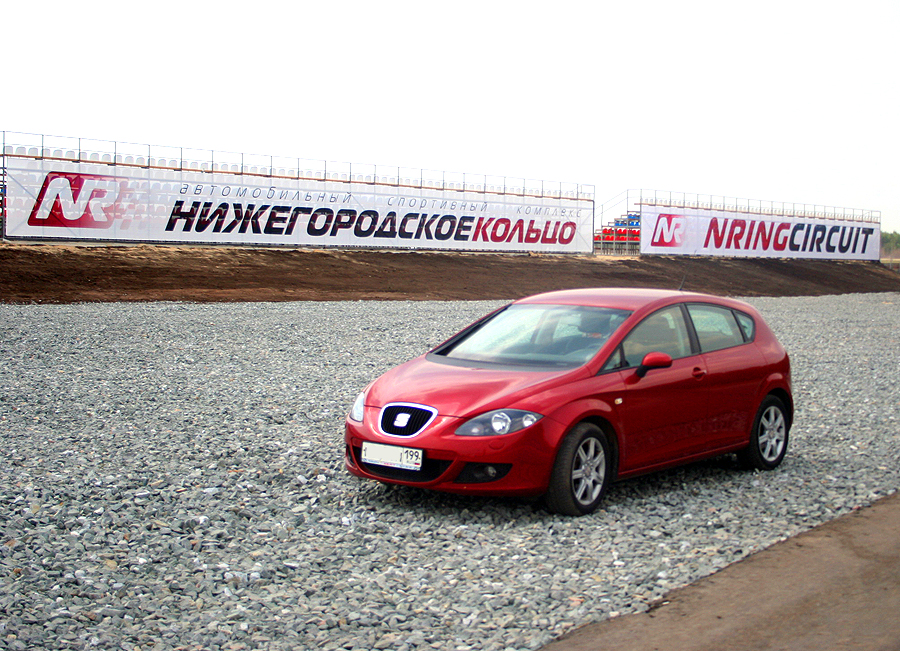
SEAT Leon II, Нижегородское кольцо (NRING)
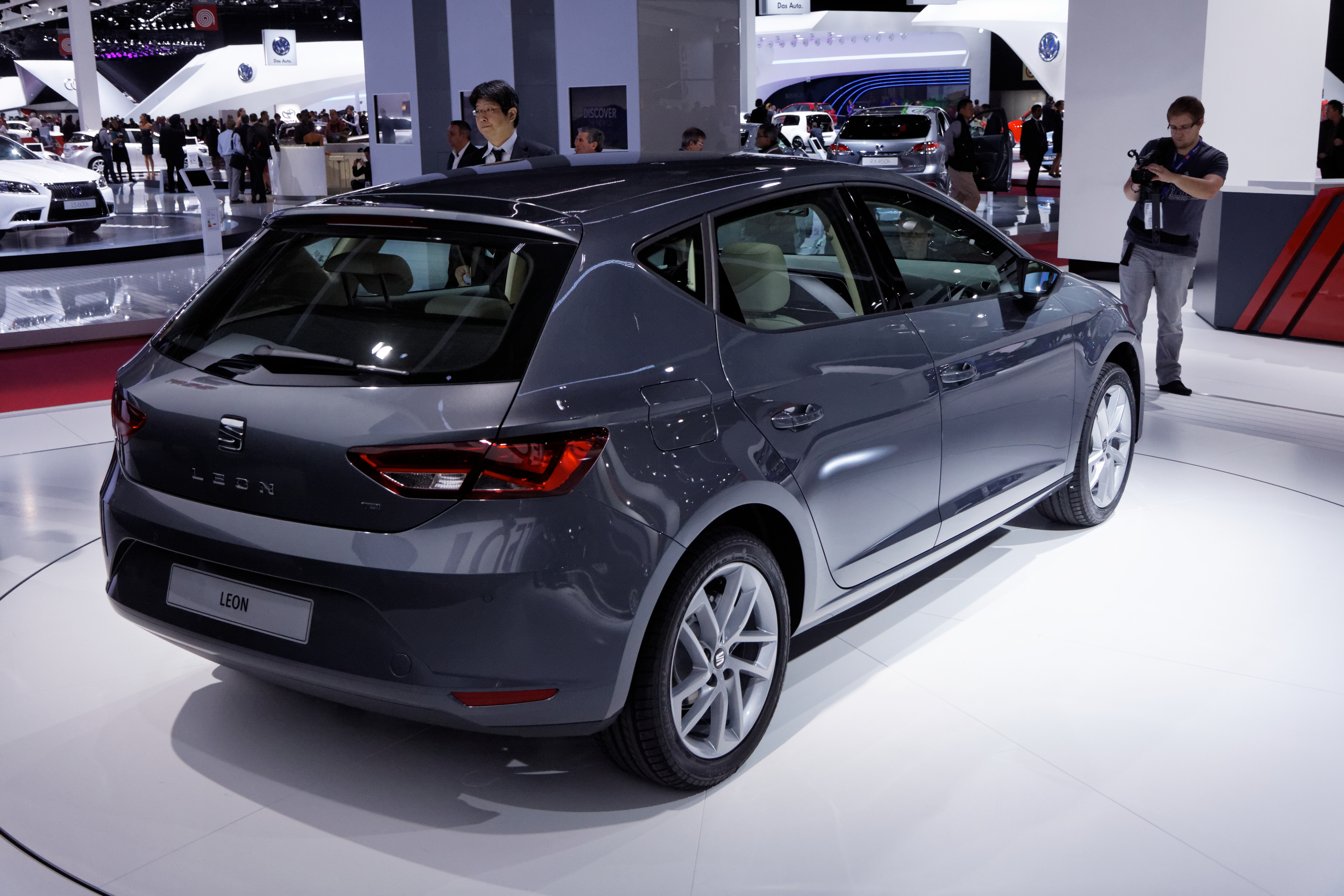
SEAT Leon III